# Finders Keepers, Lovers Weepers!
Finders Keepers, Lovers Weepers! és una pel·lícula de 1968 de Russ Meyer. La història inclou els fets en un bar de gogós en topless a Sunset Strip. El mateix Meyer fa una aparició en aquesta pel·lícula. La composició Finlandia de Jean Sibelius s'utilitza en una de les escenes d'amor de la pel·lícula.

## Argument
Paul, el propietari d'un bar d'un club de striptease al Sunset Strip de Los Angeles, és portat a casa després de ser noquejat en un bordell, la senyora del qual envia dos lladres al club de Paul per robar el lloc mentre ell està inconscient.
Quan la ballarina estrella del bar abandona, la dona de Paul, Kelly, la substitueix. Aleshores, el cambrer Ray la sedueix i la porta a casa seva, i els lladres Cal i Feeny comencen a treballar per trencar la caixa forta. Quan Paul arriba i no troba la seva dona a casa, va al club, on els lladres es dediquen a la seva feina.
Paul aconsegueix matar els dos lladres després que Claire hagi estat assassinada i Ray sigui greument ferit.

## Repartiment
- Anne Chapman com Kelly
- Paul Lockwood com a Paul
- Gordon Wescourt com a Ray
- Duncan McLeod com a Cal
- Robert Rudelson com a Feeny
- Lavelle Roby com a Claire
- Jan Sinclair com a Christiana
- Joey Duprez com Joy
- Nick Wolcuff com a Nick
- Pam Collins com Vickie Roberts
- John Furlong

## Recepció
Los Angeles Times va dir que la pel·lícula "no era gaire diferent dels seus esforços anteriors [de Meyer]... Meyer té problemes per estar al dia, per dir-ho d'alguna manera, dels temps. Això és perquè Meyer té una ment tan neta per un home que fa pel·lícules brutes... les seves pel·lícules semblen positivament saludables al costat de bona part del producte actual de Hollywood i europeu."
New York Times va pensar que la pel·lícula "ja no era especialment eròtica."